# Dorymyrmex morenoi
Dorymyrmex morenoi é uma espécie de formiga do gênero Dorymyrmex.